# Bais, Ille-et-Vilaine

Bais este o comună în departamentul Ille-et-Vilaine, Franța. În 1 ianuarie 2022 avea o populație de 2.511 de locuitori.